# William Spring Hubbell
William Spring Hubbell (* 17. Januar 1801 in Painted Post, Steuben County, New York; † 16. November 1873 in Bath, New York) war ein US-amerikanischer Politiker. Zwischen 1843 und 1845 vertrat er den Bundesstaat New York im US-Repräsentantenhaus.

## Werdegang
William Hubbell besuchte die öffentlichen Schulen seiner Heimat. Im Jahr 1829 wurde er Posthalter in Bath; 1831 wurde er als Town Clerk bei der dortigen Stadtverwaltung angestellt. Später stieg er in das Bankgewerbe ein. Gleichzeitig schlug er als Mitglied der Demokratischen Partei eine politische Laufbahn ein. Im Jahr 1841 saß er als Abgeordneter in der New York State Assembly.
Bei den Kongresswahlen des Jahres 1842 wurde Hubbell im 30. Wahlbezirk von New York in das US-Repräsentantenhaus in Washington, D.C. gewählt, wo er am 4. März 1843 die Nachfolge von John Young antrat. Bis zum 3. März 1845 konnte er eine Legislaturperiode im Kongress absolvieren. Diese Zeit war von den Spannungen zwischen Präsident John Tyler und den Whigs geprägt. Außerdem wurde damals bereits über eine mögliche Annexion der seit 1836 von Mexiko unabhängigen Republik Texas diskutiert.
Über das Leben von William Hubbell nach seiner Zeit im US-Repräsentantenhaus ist nicht viel überliefert. Im Jahr 1860 nahm er als Delegierter an der Democratic National Convention in Charleston teil. Er starb am 16. November 1873 in Bath, wo er auch beigesetzt wurde.